# Phytocrene interrupta
Phytocrene interrupta är en tvåhjärtbladig växtart som beskrevs av Herman Otto Sleumer. Phytocrene interrupta ingår i släktet Phytocrene och familjen Icacinaceae. Inga underarter finns listade i Catalogue of Life.